# Xestia sachalinensis
Xestia sachalinensis är en fjärilsart som beskrevs av Matsumura 1925. Xestia sachalinensis ingår i släktet Xestia och familjen nattflyn. Inga underarter finns listade i Catalogue of Life.